# Daniele Gaetano Borioli
Daniele Gaetano Borioli (Alessandria, 8 maggio 1957) è un politico italiano.

## Biografia
Nato ad Alessandria, ma vive a Valenza con la moglie Grazia Ricci, dipendente della pubblica amministrazione, negli anni ’70 e ’80 frequenta l'Università degli Studi di Torino, partecipando ai movimenti politici di quella stagione, e in quello stesso periodo è stato animatore nella sua città e nella sua provincia di diverse esperienze culturali e associative.
Ha svolto, come obiettore di coscienza, il servizio civile sostitutivo della leva militare, oltre ad aver effettuato per lungo tempo attività di ricerca in campo storiografico, presso l’Istituto per la Storia della Resistenza di Alessandria, pubblicando volumi e saggi, in particolare sulla vicenda resistenziale piemontese.
Nel 1989 si è iscritto al Partito Comunista Italiano, durante il suo periodo di trasformazione con la svolta della Bolognina del suo segretario Achille Occhetto in Partito Democratico della Sinistra (PDS), formazione post-comunista dove nel 1991 ricopre l'incarico di segretario cittadino del PDS di Valenza.
Alle elezioni amministrative del 1990 viene eletto consigliere provinciale di Alessandria tra le liste del PCI, mantenendo il ruolo fino al 1995.
Alle elezioni europee del 1994 è candidato dal PDS nella circoscrizione Italia nord-occidentale, ottenendo 7569 preferenze, insufficienti per l'elezione.
Tra il 1995 e il 2005 è stato vicepresidente della Provincia di Alessandria con deleghe ai Lavori Pubblici, seguendo come assessore tutta l’opera di ricostruzione dopo la tragica alluvione del 1994. Nel 1998 aderisce alla svolta in chiave moderna di Massimo D'Alema dal PDS ai Democratici di Sinistra, per unificare il PDS con altre forze della sinistra italiana e "ammainare" definitivamente il simbolo falce e martello in riferimento al comunismo, in favore alla rosa della socialdemocrazia.
Dopo non aver ottenuto l'elezione alle elezioni regionali in Piemonte del 2000 per la provincia di Alessandria, con la nascita della giunta regionale del Piemonte presieduta da Mercedes Bresso nel 2005, Borioli, eletto consigliere regionale nel listino del presidente, viene nominato assessore con deleghe regionali ai Trasporti e alle Infrastrutture del Piemonte, rimanendo in carica fino al 2010. Non è rieletto alle successive elezioni regionali per la provincia di Alessandria, nonostante le 4507 preferenze.
Nel 2007 aderisce alla nascita del Partito Democratico (PD), dove a fine 2010 è stato eletto segretario provinciale del PD alessandrino.

### Elezione a senatore
Alle elezioni politiche del 2013 viene eletto al Senato della Repubblica, tra le liste del Partito Democratico nella circoscrizione Piemonte. Nella XVII legislatura della Repubblica è stato componente della 8ª Commissione Lavori pubblici, comunicazioni del Senato, oltre che membro della Commissione parlamentare d'inchiesta sugli infortuni sul lavoro e della Commissione parlamentare per le questioni regionali.
Alle elezioni politiche del 4 marzo 2018 viene ricandidato al Senato nel collegio uninominale di Alessandria, ma non viene più eletto.
Alle elezioni politiche del 2022 è candidato alla Camera dal Partito Democratico in seconda posizione nel collegio plurinominale Piemonte 2-02, poi perse.